# BT-42
BT-42 – fińskie samobieżne działo polowe z okresu II wojny światowej, opracowane na bazie zdobycznych radzieckich czołgów BT-7. Pojazdy powstały w wyniku modyfikacji podwozi czołgów i umieszczenia na nich wież z haubicami 4,5-calowymi (kal. 114 mm), dostarczonymi przez Brytyjczyków podczas wojny zimowej.
Łącznie zbudowanych zostało 18 pojazdów, z których dziesięć przetrwało do końca wojny. Jedyny ocalały egzemplarz znajduje się obecnie w Muzeum Czołgów w Parola.